# Kangaroo Cup 2013
Il Kangaroo Cup 2013 è stato un torneo di tennis facente parte della categoria ITF Women's Circuit nell'ambito dell'ITF Women's Circuit 2013. È stata la 17ª edizione del torneo che si è giocata a Gifu in Giappone dal 29 aprile al 5 maggio 2013 su campi in cemento e aveva un montepremi di $50,000.

## Partecipanti

### Teste di serie
| Nazionalità | Giocatrice        | Ranking* | Testa di serie |
| ----------- | ----------------- | -------- | -------------- |
| Giappone    | Kimiko Date-Krumm | 74       | 1              |
| Cina        | Duan Yingying     | 117      | 2              |
| Australia   | Casey Dellacqua   | 134      | 3              |
| Thailandia  | Luksika Kumkhum   | 135      | 4              |
| Cina        | Zheng Saisai      | 161      | 5              |
| Giappone    | Erika Sema        | 173      | 6              |
| Australia   | Monique Adamczak  | 179      | 7              |
| Cina        | Qiang Wang        | 189      | 8              |

- Ranking al 22 aprile 2013.

### Altre partecipanti
Giocatrici che hanno ricevuto una wild card:
- Yurika Aoki
- Hiroko Kuwata
- Yuika Sano
- Miki Ukai

Giocatrici che sono passate dalle qualificazioni:
- Tetjana Arefyeva
- Hu Yueyue
- An-Sophie Mestach
- Chiaki Okadaue

## Vincitrici

### Singolare
An-Sophie Mestach ha battuto in finale  Qiang Wang con il punteggio di 1–6, 6–3, 6–0

### Doppio
Luksika Kumkhum /  Erika Sema hanno battuto in finale  Nao Hibino /  Riko Sawayanagi con il punteggio di 6–4, 6–3